# Valerio Arri
Valerio Arri, właśc. Valeriano Pompeo Maurizio Arri (ur. 22 czerwca 1892 w Portacomaro, zm. 2 lipca 1970 w Turynie) – włoski lekkoatleta (długodystansowiec), medalista olimpijski z 1920.
Zdobył brązowy medal w biegu maratońskim na igrzyskach olimpijskich w 1920 w Antwerpii za Finem Hannesem Kolehmainenem i Jürim Lossmannem z Estonii.
Był mistrzem Włoch w maratonie w 1919.